# Mérida (Venezuela)
Mérida (nome completo Santiago de los Caballeros de Mérida) é uma cidade venezuelana, capital do Municipio Libertador e do Estado de Mérida. A cidade propriamente dita tem mais de 300 000 habitantes e a área metropolitana entre 450 000 e 1 000 000, sendo o maior centro estudantil e turístico do ocidente venezuelano, sede da prestigiosa Universidade de Los Andes e ostentando o teleférico mais alto e segundo mais longo do mundo.
A cidade situa-se a 1 600 m de altitude sobre uma meseta encravada no vale do rio Chama, que a percorre de um lado ao outro. Como fundo ergue-se no horizonte o cume mais elevado do país: o pico Bolívar.
É uma das principais localidades dos Andes venezuelanos, foi fundada em 1558, como parte de Nova Granada, e passou a pertencer à Capitania Geral da Venezuela, tendo um papel activo durante a Guerra de Independência.

## Etimologia
A cidade recebeu o seu nome pelo fundador Juan Rodríguez Suárez, que a baptizou em honra da sua cidade natal, Mérida, em Espanha. No entanto, Juan de Maldonado chamá-la-ia como San Juan de las Nieves. Em 1599, voltou a mudar o nome, optando por Santiago de los Caballeros. Progressivamente, foi-se adoptando a denominação Santiago de los Caballeros de Mérida, forma que combinava as variantes com que se tinha designado a cidade até então.
A palavra Mérida provém do termo «emérita», palavra latina cujo significado é «quem tem mérito» e também «emérito», que é a verdadeira origem etimológica do nome, já que outra acepção do termo estava relacionada com os antigos soldados do exército. Assim pois, a cidade espanhola de «Mérida», capital actual da Comunidade Autónoma da Estremadura, tem esta origem: o nome de Emérita Augusta significava que foi fundada nos tempos de Augusto com soldados do exército, os quais acamparam num povoado já existente, em troca da concessão da categoria de cidadãos romanos aos antigos povoadores. Por outra parte, também em espanhol e em inglês, a palavra emérito significava «jubilado». Com o avançar dos tempos, este nome foi mudando até converter-se em «Mérida», perdendo o inicial E e trocando o t pela letra d. E outra semelhança entre as duas cidades, é que nesta existe também um afluente do rio principal com o nome de Albarregas.

## História

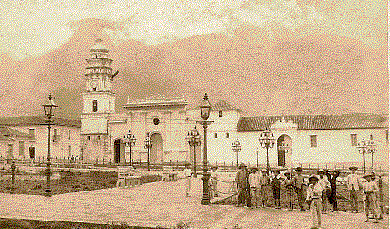
Mérida em 1899.

Mérida foi fundada por Juan Rodríguez Suárez em 9 de Outubro de 1558. Um ano depois, Juan de Maldonado decidiu mudá-la para o sítio actual. A cidade dependeu do corregimento (zona administrada por um corregedor) de Tunja até que, em 1607, se constituiu como corregimento da Real Audiência de Santa Fé de Bogotá.
Em 1622, Mérida passou a ser a capital da Gobernación de Mérida, e o máximo mandatário desta estabeleceu ali residência. A cidade e o governo foram parte da Nova Granada até 1777, momento em que passaram a integrar a Capitania Geral da Venezuela.
Mérida foi elevada ao estatuto de Sede Episcopal em 1785, o que proporcionou a criação de um seminário, que em 1811 se converteria na Universidade de Los Andes.

## Política
Mérida é a sede de governo estatal e municipal, situando-se na mesma tanto os gabinetes do governador como a câmara municipal, assim como a câmara legislativa do estado, as secretarias regionais do poder judicial e eleitoral. Além disto, treze das quinze das juntas de freguesia do município, erguem-se dentro da cidade.
Actualmente, ainda que em menor escala que os maiores centros urbanos do país, a política tem um papel importante dentro da população civil, os cargos mais importantes, como Presidente da Câmara, ou Alcaide, e Governador, são orientados por membros do partido oficialista. Todavia, dada a grande concentração estudantil e a importância que se concentra na Universidade dos Andes, dentro do desenvolvimento local, os cargos de reitor universitário e presidente do Centro de Estudantes da ULA são de grande valor dentro da política local e são, na actualidade, ocupados por pessoas de tendência opositora no primeiro caso e de tendência oficialista no segundo, em contraste com os cargos de Alcaide e Governador. Contudo, devido à recente suspensão das eleições para renovar o cargo de presidente do Centro de Estudantes da ULA, a cidade viveu um período de intensos protestos que resultaram em mais de uma dezena de feridos.
A povoação da cidade de Mérida é actualmente, na sua maioria, de tendência opositora, tendo em conta os resultados de votação do último referendo presidencial de 2004, onde pelo menos 60% da população optou pela saída do cargo de Presidente da República, em contraste com o resto da população do estado de Mérida, onde a percentagem se inverte a favor da manutenção no cargo do populista presidente Hugo Chávez.

## Subdivisão
No início do século XX na cidade apenas eram reconhecidos dois sectores. Um era o Núcleo Central. Situava-se na Banda Oriental da meseta; dividia-se, por sua vez, em várias zonas, identificadas em concordância com o nome da praça que incluíam. O outro sector da cidade situava-se do outro lado do rio Albarregas, na Margem Ocidental. Era conhecido como A Outra Banda.
Devido ao auge petrolífero, a imigração e outros aspectos notáveis, novos sectores se foram formando progressivamente com o passar dos anos. Os primeiros foram os sectores do actual centro da cidade. Depois, pela falta de terrenos e a procura de zonas mais tranquilas, criaram-se assentamentos em sectores afastados, na época, do centro urbano. Alguns desses antigos povoados converteram-se em novas partes da cidade. Os seguintes são os sectores mais representativos da cidade.

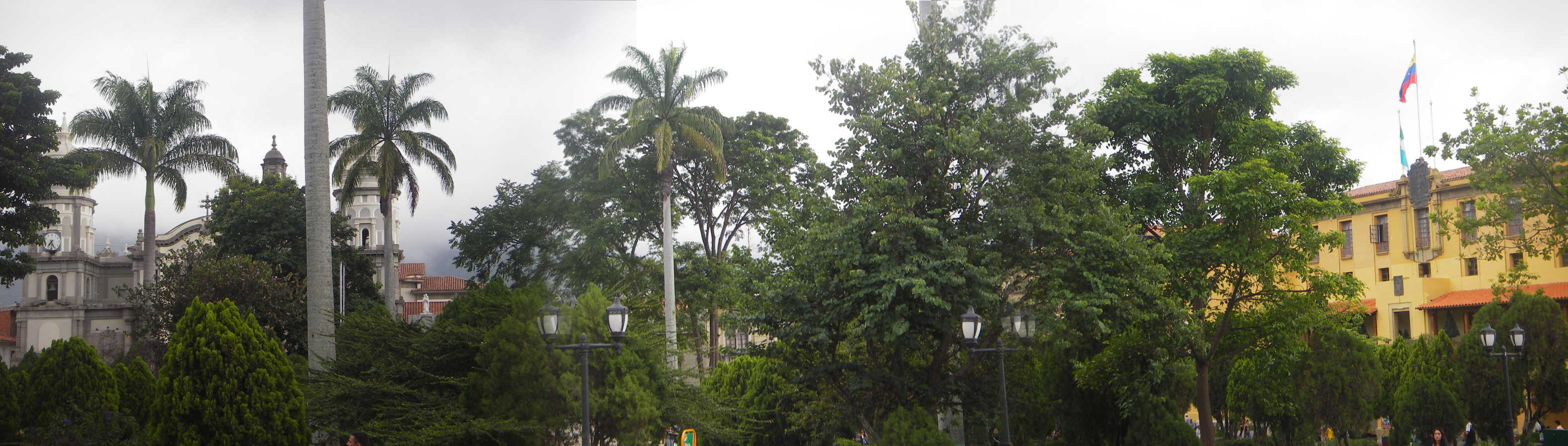
Vista panorâmica da praça Bolívar, com o palácio de governo e a catedral no núcleo central da cidade

Núcleo CentralEste compreende toda a zona do centro da cidade sendo o centro histórico da mesma. É a principal área comercial, cultural e de serviços, albergando em sua extensão vários dos museus, bibliotecas, igrejas e grandes comércios de Mérida.
ChamaSector residencial de classe popular, situado nos arredores do rio Chama. É o terreno mais baixo da cidade com um desnível de 200 m. Será conectado com o Núcleo Central através de um funicular marcado dentro do projeto do Trolebús de Mérida.
HumboldtPopuloso sector a sudoeste da cidade, com desenvolvimento comercial crescente nos últimos anos.
A HechiceraEstá na zona universitária e residencial, situada até ao extremo norte da cidade, se encontram as principais faculdades da Universidade de los Andes, assim como o jardim zoológico e o jardim botânico.
La ParroquiaCom este nome se conhece o antigo povoado de El Punta. Tem um traçado similar ao do Casco Central, coexistindo comércio e residências. Não obstante, os primeiros tendem a prevalecer ultimamente. Ali encontra-se a segunda Plaza Bolívar da cidade, além de grandes liceus públicos e instalações desportivas, como o Estádio metropolitano de Mérida e o complexo desportivo Cinco águias brancas.
La PedregosaÉ um vasto sector situado num estreito vale da quebrada La Pedregosa. É uma zona, na sua maioria, residencial. Embora unida à cidade, está muito afastada da mesma e seu desenvolvimento intensificou-se na última década por se encontrarem terrenos disponíveis para construção.
Los CurosSector popular da cidade, quase exclusivamente residencial, embora tenha uma das únicas zonas industriais da cidade.
Pie del LlanoSituada no centro da cidade, estão ali o aeroporto e importantes sedes de organismos públicos nacionais, além da sede do município. É una zona tanto comercial como residencial, com abundantes parques públicos.
Avenida 16/Campo de Oro/Santa Juanaé uma zona popular, situada no centro geográfico da cidade. Confrontando com o limite este da meseta Tatuy, caracterizada por albergar numerosas lojas dedicadas ao sector automotor e, sobretudo, por dispor do maior hospital da cidade, o IHULA (Instituto Autónomo Hospital Universitário de los Andes)
Por último, cabe agregar que existe, a nível municipal, uma divisão política territorial em paróquias, que se aplica para a cidade, ocupando esta 13 das 15 estabelecidas no município.

## Geografia

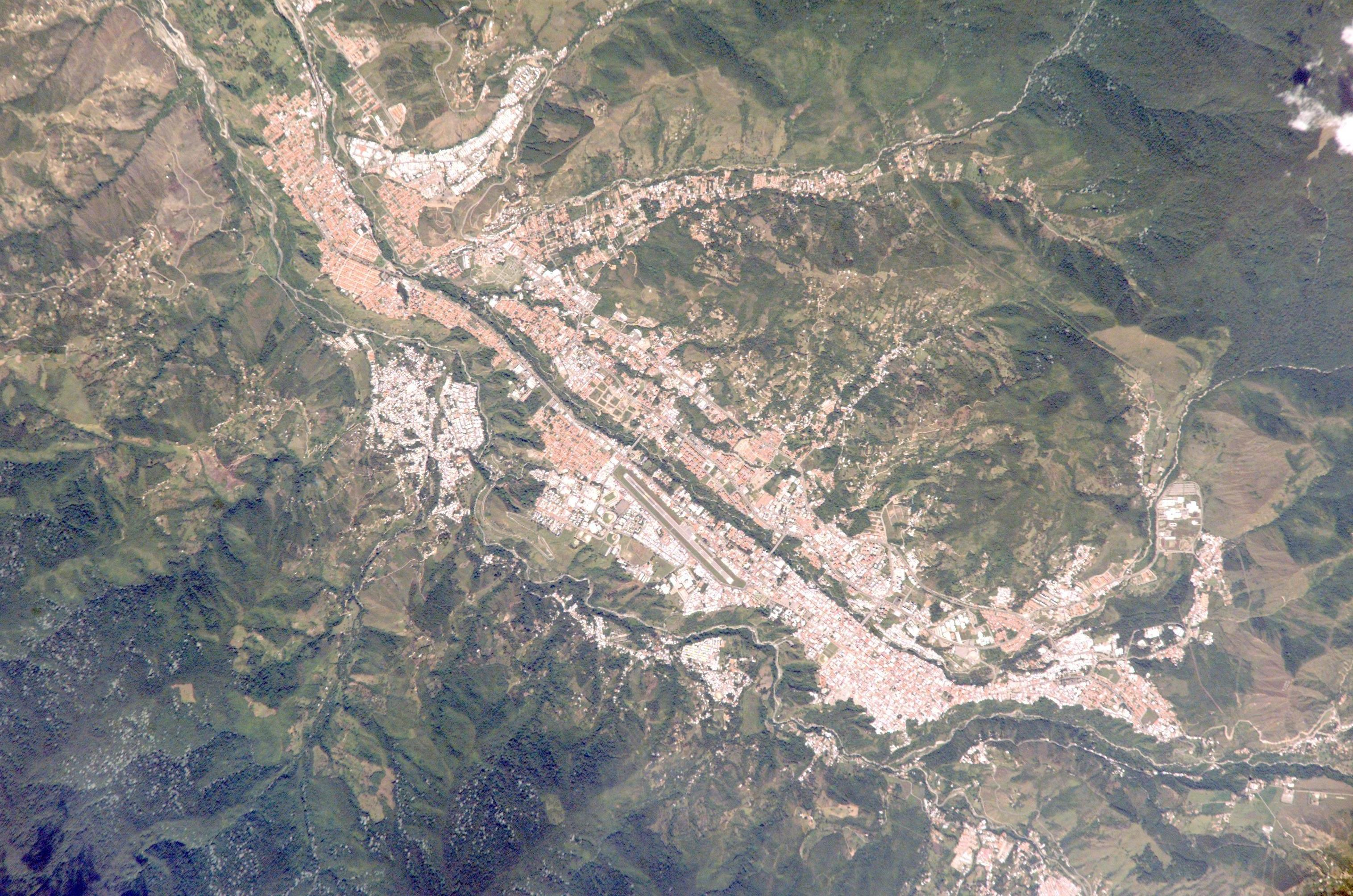
Vista aérea da cidade de Mérida

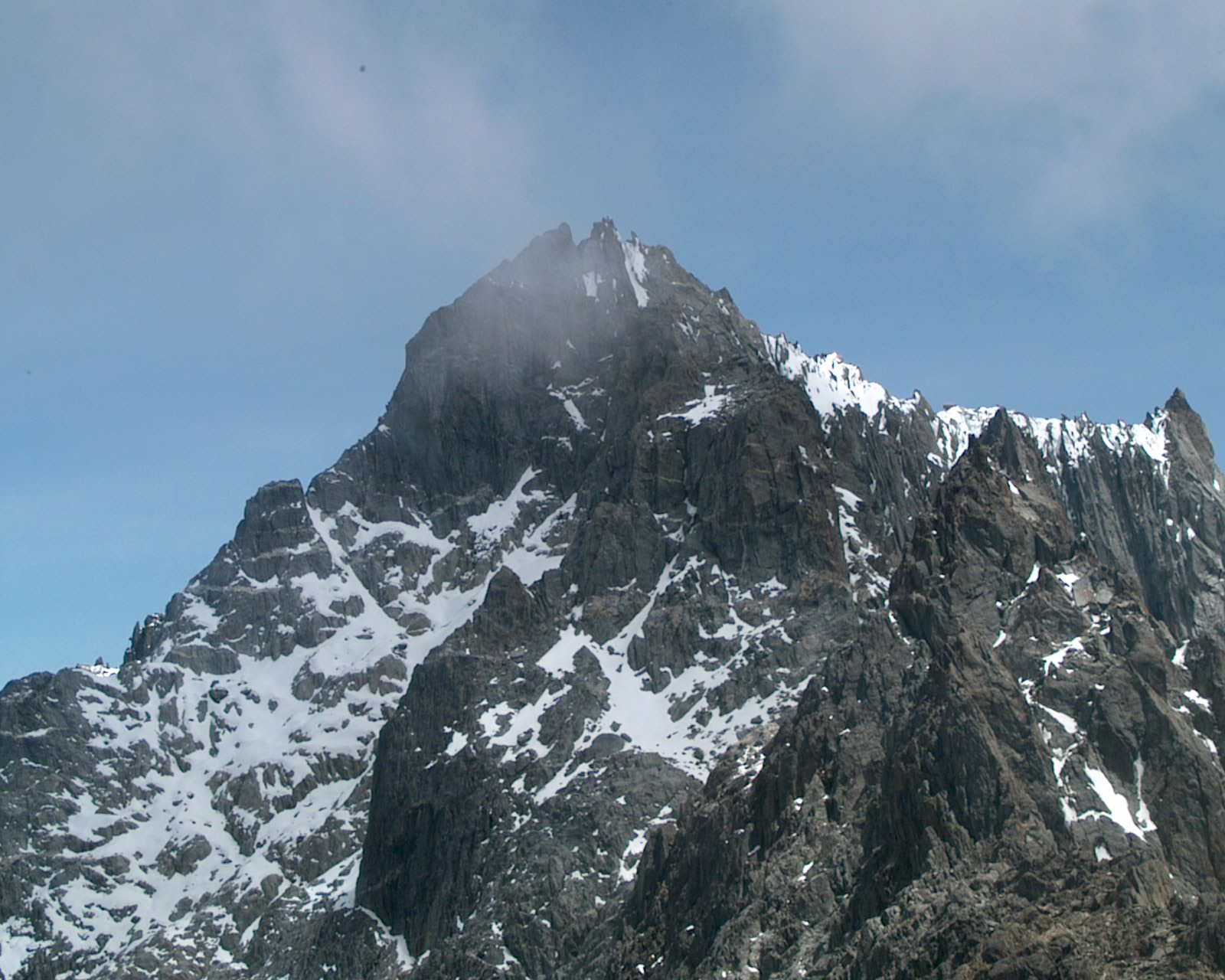
O Pico Bolívar visto da estação do Pico Espejo do Teleférico de Mérida

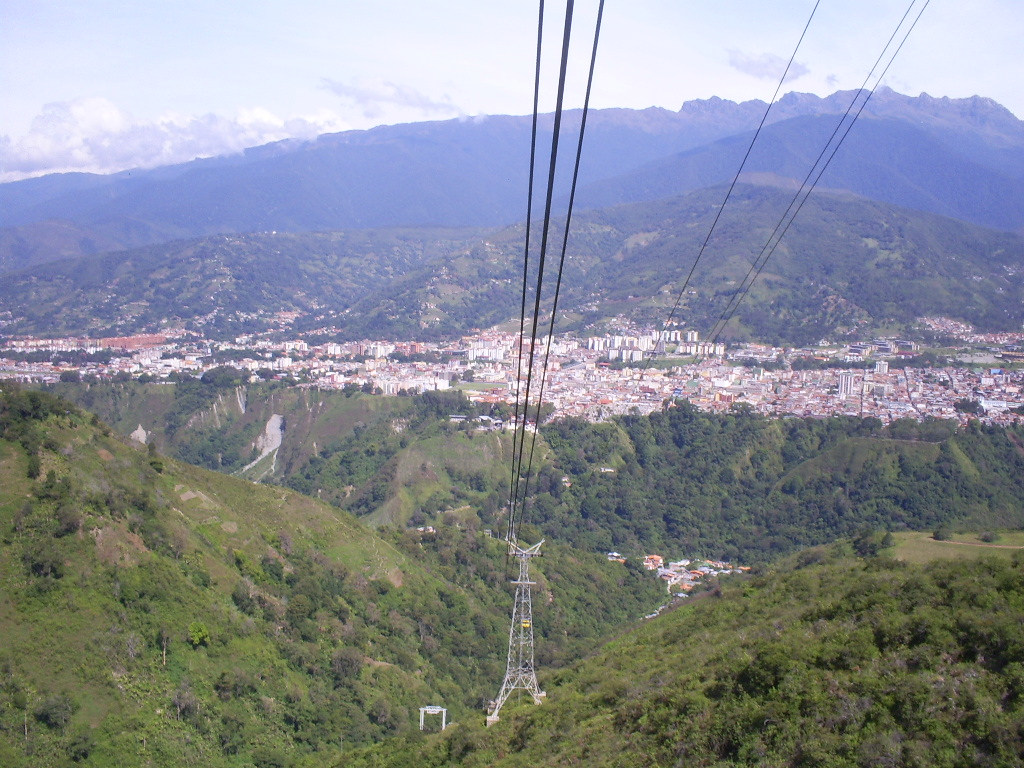
Pico Bolívar visto do primeiro vagão (Ramo Barinitas-La Aguada do Teleférico de Mérida)

A cidade situa-se na parte central da cordilheira andina venezuelana, em ampla encosta do vale médio do rio Chama, entre a Sierra Nevada de Mérida a sudeste e a Sierra La Culata a noroeste. O centro histórico da cidade situa-se na meseta de origem aluvial chamada Tatuy.
A hidrografia da cidade é composta por quatro rios principais e algumas ribeiras menores nas zonas menos urbanizadas; estas últimas só têm caudal apreciável nas épocas de maior precipitação. O rio mais importante é o Chama, seguido pelo rio Albarregas, que atravessa a meseta e a divide em duas partes: a Banda ocidental e a
Banda oriental. Estes afluentes percorrem a cidade de extremo a extremo. Os outros dois rios principais são o Mucujún e o Milla, que se unem aos anteriores. Na parte baixa da cidade, está a lagoa La Rosa, uma das 200 lagoas do estado de Mérida.
O relevo é quase plano na parte central da cidade por situar-se numa meseta. Apesar disso apresenta uma inclinação média de 3 a 7 graus, o que determina uma diferença de altitude, entre as partes baixa e alta da cidade, que supera os 400 m sendo o ponto médio da mesma os 1.630 m tomados na Plaza Bolívar. Os arredores de Mérida são acidentados, destacando os vales formados pelos rios Chama e Albarregas, e as cordilheiras de Sierra Nevada e Sierra de La Culata.
O vale onde se ergue a cidade formou-se há cerca de 60 a 40 milhões de anos, com a formação dos Andes venezuelanos e com a contínua erosão dos mesmos pela hidrografia presente. Os seus solos são do tipo sedimentar e argilosos. Debaixo da cidade passa a maior falha tectónica activa do ocidente do país, a falha de Boconó, que forma a parte superior da Placa Sul-Americana.
A vegetação no interior da cidade está integrada por árvores de copa média e alta, situadas principalmente em torno do rio Albarregas. Na periferia de Mérida, estão divididas as zonas urbanizadas, onde predominam formas de vegetação características da sub-montanha tropical. Por outro lado, estendem-se pelo sul vastos bosques de coníferas, plantados há vários anos.
A respeito da fauna local, cabe destacar a importante população de certas aves de pequeno e médio porte, como os colibris ou papagaios, disseminadas especialmente no sul da cidade.

### Clima
Apesar de no país prevalecer o tempo quente com clima tropical, em Mérida este é mais temperado e com Oceânico Cwb.
Tal particularidade atribui-se à situação geográfica da cidade no interior da cordilheira andina, e à sua grande altitude.
Embora a poluição tenha gerado um aumento da temperatura, esta manteve-se mais baixa (em termos relativos) que nas outras cidades importantes do país, com registos que oscilam entre os 18 °C e os 24 °C, determinando uma média geral de 22 °C. A precipitação é de intensidade média durante as épocas de chuva, de Abril até Novembro. A temperatura da cidade varia de norte a sul segundo a altitude. O norte da cidade é mais elevado, a cerca de 1 700 m de altitude, mantendo uma temperatura média de 19 °C. O sul tem um clima mais cálido por se encontrar a cerca de 1 300 m, tendo uma temperatura média de 21 °C.
A Venezuela situa-se numa zona intertropical, pelo que a amplitude térmica intra-anual (tomando valores no decorre de um mesmo ano) é pouco significativa. O mesmo se atribui a Mérida que, durante o mês de Agosto, costuma registar temperaturas comparáveis às que se podem medir, em condições análogas, em pleno dia em Janeiro.
Pelo contrário, ao situar-se Mérida no interior do país, longe das costas marítimas e da influência do oceano, e a grande altitude, a amplitude térmica diária (tomando valores num mesmo dia) é relevante quantitativamente. Entre dia e noite pode registar-se uma variação superior a 10 °C, chegando esta por vezes aos 20 °C. Portanto, ao cair a noite, as temperaturas descem, geralmente, a menos de 15 °C, e as mínimas nunca superam os 20 °C. As máximas produzem-se durante o dia, e costumam rondar os 25 °C, podendo passar excepcionalmente dos 30 °C. O limite inferior deste intervalo tende para valores de 20 °C.
| 1951-1980              | jan  | fev  | mar  | abr  | mai  | jun  | jul  | ago  | set  | out  | nov  | dez  | Total |
| ---------------------- | ---- | ---- | ---- | ---- | ---- | ---- | ---- | ---- | ---- | ---- | ---- | ---- | ----- |
| Temperatura média (°C) | 17,8 | 18,4 | 19,0 | 19,2 | 19,5 | 19,2 | 19,0 | 19,3 | 19,4 | 19,0 | 18,5 | 18,0 | 18,9  |
| Precipitação (mm)      | 47   | 39   | 53   | 167  | 238  | 167  | 127  | 128  | 200  | 256  | 199  | 87   | 1704  |

## Economia
A cidade de Mérida tem um dos menores índices de pobreza na Venezuela. De acordo com o censo de 2001 tem 18,09% de população pobre, sendo superada apenas por San Cristóbal (17,05%) e os municípios Chacao (8,69%), Baruta (11,22%) e San Antonio de Los Altos (6,13%) do Estado Miranda. (Fonte:INE )
A economia da cidade evoluiu e transformou-se no início do século XX. A agricultura era tradicionalmente parte importante das actividades económicas de Mérida, sendo esta o centro de distribuição de bens agrícolas do Estado. Além disso, nos arredores se localizavam importantes fazendas dedicadas à produção de cana de açúcar, cujos rendimentos impulsionaram a construção de uma central açucareira onde se processava toda a cana de açúcar de Mérida. Esta está actualmente abandonada e convertida em museu. Com a construção do teleférico de Mérida, a estrada trasandina e o aeroporto da cidade, as actividades económicas foram evoluindo e mudando-se do sector primário da agricultura ao sector terciário de serviços destacando-se o sector turismo.
O turismo é a principal fonte de sustento da cidade, e uma de suas indústrias mais florescentes. A actividade turística se beneficia do potencial que oferecem as montanhas andinas em redor da cidade, tal como as atracções próprias da mesma, como os parques, museus, praças, entre outros. Nos últimos anos, graças à criação da única zona livre cultural, científica e tecnológica do país, a cidade começou a desenvolver-se no campo da tecnologia, graças ao apoio que deu a Universidade de los Andes na matéria.
Actualmente a cidade de Mérida se destaca a nível nacional pelo baixo custo de vida e seus altos rendimentos per capita de $ 4 381 (em relação ao custo de vida), ocupando o nono lugar entre as cidades da Venezuela. O sector serviços tem uma importante percentagem dos rendimentos do Estado. Em Mérida havia 82 537 pessoas na população economicamente activa, das quais 6,57% está desocupada.

### Setor terciário
A cidade turística por excelência do país, é um dos destinos mais conhecidos no âmbito nacional e internacional.
A infraestrutura hoteleira é composta por diversas classes de locais de hospedagem para todos os tipos, dispondo de numerosas pousadas e apartamentos para turistas, com oferta de serviços básicos. Pelo menos metade dos hotéis do estado (uns 70, e umas 63 pousadas) localizam-se na cidade, representando 35% do total estatal. Em conjunto, somam 2 650 camas, 58% do total de camas disponíveis no estado. Três grandes hotéis de cinco estrelas uniram-se à infraestrutura hoteleira da cidade antes de 2007, quando Mérida foi sede da copa América de futebol.
Sendo um dos principais sectores económicos de Mérida, o sector comercial está distribuído sobretudo dentro do núcleo central, onde se pode adquirir uma grande variedade de produtos. Algumas lojas notáveis da cidade pelos produtos que oferecem são o Mercado Principal de Mérida e a Heladería Coromoto. O Mercado Principal caracteriza-se pela oferta de artesanato, gastronomia, e variados bens típicos da região. A Heladería Coromoto é outra das lojas afamadas da cidade pela originalidade de ser a loja de gelados que tem maior variedade de sabores de gelado à escala mundial, com mais de 800 opções.
Para os que gostam de ir às compras e passar um dia desfrutando das lojas ou das feiras de comida, existem o Centro Comercial Las Tapias e o Centro Comercial Alto Prado, na Av. Andrés Bello e na Av. Los Próceres respectivamente, onde além de compras se podem ver os últimos filmes no cinema. Actualmente estão em construção três centros comerciais de maior tamanho na Av. Las Américas como o Rosario Mall, o Plaza Mayor, o Rodeo Plaza e, segundo os rumores e comentários, proximamente o Sambil Merida, os quais ampliaram a oferta para os meridenhos no momento de ir às compras.

## Demografia
Mesmo sendo uma das maiores cidades dos Andes venezuelanos, tradicionalmente Mérida sempre teve pouca população em comparação com a muitas outras cidades do resto do país que cresceram com maior rapidez. No princípio do século XIX, a cidade apenas alcançava os 5. mil habitantes. O crescimento demográfico permaneceu sem maior mudança até que, nas últimas três décadas do século XX, a população triplicou, passando de 74 000 habitantes (censo de 1971) para a população actual de 214 000.
O drástico incremento é devido, em grande medida, ao êxodo de pessoas que, durante os últimos anos, abandonaram o campo para mudar-se para a cidade. Este fenómeno ocorreu em todo o país, sendo a cidade de Mérida o mais importante núcleo receptor do seu Estado. Além disso, o prestígio alcançado pela Universidade de Los Andes converteu-a num dos centros de estudo predilectos no âmbito nacional para estudos de pré-graduação. Como consequência disto, a cidade recebeu uma importante afluência de população estudantil procedente de todo o país.
Segundo  o último censo oficial, realizado em 2001, a população da cidade nesse momento era de 204 879 habitantes. Este valor não inclui a população omitida, que se estima em 6% a nível nacional. A área metropolitana da cidade, que alberga as cidades vizinhas de Ejido e Tabay, concentra pouco mais de 300 000 habitantes.
Para 2006, segundo o padrão de crescimento vegetativo da área (situado entre 2,1% e 3% anual), a população deve ter alcançado os 230 000 habitantes, enquanto que a área metropolitana poderia chegar aos 350 000, graças ao crescimento acelerado que teve a cidade de Ejido, um dos maiores da zona andina.
Outras estimativas indicam que a população real da cidade alcance actual e aproximadamente 250 000 habitantes e que a área metropolitana poderá ter chegado já aos 350 000 habitantes.
A população em Mérida é relativamente homogénea. Existe uma grande comunidade estrangeira, resultado de correntes migratórias (intercontinentais e intracontinentais) de épocas passadas, destacando-se a comunidade de procedências italiana, portuguesa e colombiana. Segundo o censo de 1990, pouco mais de 4% da população da cidade (~7 406 habitantes) era de procedência estrangeira.

## Infra-estrutura
Por se encontrar sobre uma meseta ou terraço, num pequeno vale, ocupando uma área de cerca de 10 a 15 km de comprimento por 1 a 3 km de largura, a cidade actualmente carece de espaço adicional para o desenvolvimento urbano. A sua área poligonal ocupa cerca de 60 km², dos quais, pelo menos 25 km² ocupados pela cidade, e o resto pelas zonas de menor desenvolvimento ou alguns acidentes geográficos, tais como taludes ou montanhas.
O urbanismo é de estilo desordenado, apenas orientado pelos eixos viários construídos nas décadas passadas. O traçado do Centro ou "Núcleo Histórico" é de estilo colonial espanhol, traçado por 8 avenidas principais de sentido este - oeste e 40 ruas de sentido norte - sul, criando quadrículas, ou quarteirões de aproximadamente 50 a 100 m de lado.
A cidade, em tempos passados, caracterizava-se por ter um dos intervalos menos fortes entre classes sócio-económicas, e pela melhor qualidade de vida. Recentemente, devido à situação económica que enfrentou o país, observou-se um maior crescimento das barriadas nos cerros ou linderos da cidade.
A zona sudoeste da cidade, antigamente sede de grandes fazendas produtoras de cana de açúcar, deu lugar há algumas décadas aos grandes desenvolvimentos urbanos, na maioria de tipo residencial unifamiliar, chegando quase até ao ponto de unir-se com a cidade de Ejido. Na actualidade, esta última dista dos limites de Mérida menos de 2 km. Ambas cidades se encontram ligadas por uma extensa avenida que vai das imediações do Centro da cidade de Mérida até aos limites da cidade de Ejido. Nesse ponto, esta via passa a converter-se numa estrada, e conduz até à cidade de El Vigía unindo assim a área metropolitana de Mérida.
Apesar do limitado espaço físico para o desenvolvimento, Mérida tem o maior índice de áreas verdes por habitante da Venezuela, graças às suas numerosas praças e parques públicos, destacando-se entre estes o parque que rodeia o rio Albarregas. Várias propostas foram feitas pela faculdade de Arquitectura da Universidade de Los Andes para aumentar consideravelmente a atribuição de áreas preservadas de desenvolvimento, incrementando deste modo o índice de áreas verdes por habitante e reduzindo o impacto ambiental do crescimento demográfico.

### Educação

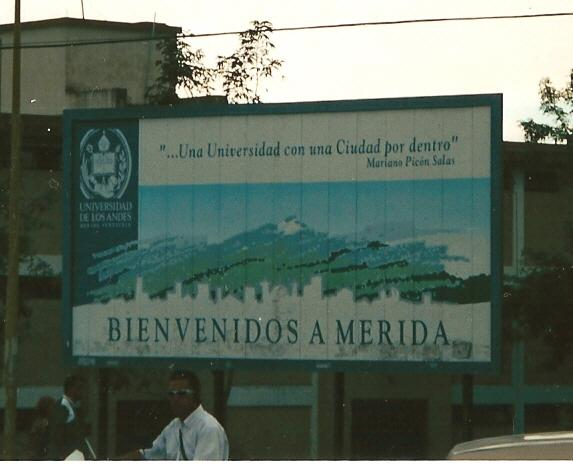
"(Mérida é) ...uma universidade com uma cidade dentro" Mariano Picón Salas, data desconhecida

Mérida é uma cidade estudantil com uma importante percentagem da sua população frequentando aulas, especialmente na área universitária (20-30% da população) e com uma taxa de analfabetismo de 0%. Tem uma das universidades de maior tradição na Venezuela, e a segunda em antiguidade: a Universidade de Los Andes. Estão em Mérida diferentes instituições de educação superior como Universidades, Núcleos Universitários, Institutos Politécnicos, e Colégios Universitários, entre outros.
Universitária
A Universidade de Los Andes, a mais relevante na cidade, oferece programas de graduação em várias áreas na arte, ciências, literatura e humanidades, entre cursos curtos e longos, além de licenciaturas, pós-graduações, especializações, diplomas, entre outros, pelo que reúne mais de 40 000 estudantes e 6 000 professores. A Universidade opera dois núcleos na cidade e mais de uma dezena de faculdades  por toda a zona, estando estabelecida desde 1785 em Mérida.
Mais recentes são as outras duas universidades da cidade, sendo estas a UNA que oferece cursos de graduação à distancia e a UNEFA, de corte militar que opera em Mérida desde 2006 e oferece também cursos de graduação relacionados com a engenharia. Os principais centros universitários com sede na cidade são:
- Universidade de Los Andes, ULA;
- Universidade Nacional Aberta, UNA;
- Universidade Nacional Experimental das Forças Armadas, UNEFA;
- Instituto Politécnico Santiago Mariño, IUPSM;
- Colégio Universitário Hotel Escola de Los Andes Venezuelanos, CUHELAV;
- Instituto Santiago de los Caballeros de Mérida, ISCM;
- Instituto Universitário Antonio José de Sucre;
- Instituto Tecnológico Universitário Cristóbal Mendoza;
- Instituto Tecnológico de La Frontera, IUFRONT;
- U.E. "Nuestra Señora de Belen" (Serafico).

Básica e média
Na educação básica e média há grande quantidade de instituições, na maioria de carácter público, dependentes tanto do governo nacional como do governo estatal. Entre estas, o Liceo Libertador, um proeminente centro educativo. Além deste, existem muitas escolas privadas mantidas por organizações católicas, algumas das quais têm as maiores infraestruturas educativas da cidade. Tal é o caso do Colegio La Salle de Mérida e do Colegio San Luis, ambos com capacidade para centenas de alunos. Os mesmos estão a cargo da Fundação La Salle e da Fundação Don Bosco, respectivamente. Todas as escolas são regidas por um órgão central dependente do Ministério da Educação da Venezuela.
Outras instituições educativas modelo, que cabe destacar, são as escolas de idiomas, desporto e música. Importantes conservatórios de música, orquestras e corais têm sede em Mérida. Estes dependem na maior parte das universidades e fazem a instrução em matéria de interpretação lírica e desenvolvimento da voz.
Bibliotecas
A maior rede de bibliotecas é constituída pelas bibliotecas da Universidade de Los Andes, onde cada faculdade dispõe de uma biblioteca especializada na sua área, além das centralizadas que tem o núcleo universitário de La Hechicera, a direcção de Desportos, a sede administrativa e restantes bibliotecas menores que somam mais de una dúzia de recintos sob a organização dos serviços bibliotecários. A ULA tem a maior quantidade de material de estudo e investigação em formato digital de todo o país, disponível para todo o público, tal como diversas hemerotecas entre as quais se destaca a hemeroteca de arquitectura da faculdade homónima, com uma das maiores colecções da América Latina.
Além das bibliotecas universitárias, na cidade tem sede a Biblioteca Bolivariana, que serve também como espaçio de exposição, una sucursal dea Biblioteca Nacional de Venezuela, e a Biblioteca Pública Central "Simón Bolívar" dependente do governo regional. Outras instituições públicas e privadas como colégios, liceus, igrejas e institutos de idiomas têm bibliotecas menores, em especial para o uso de seus membros.

### Saúde
A cidade goza do mais alto nível de qualidade de vida de Venezuela. A área urbana de Mérida contava em 2000 com 36 centros de saúde distribuídos da seguinte maneira: um Hospital Tipo I, um Hospital Tipo III e um Hospital Tipo IV, situados na cidade de Mérida; 15 Ambulatórios Urbanos, 4 do Tipo III e 11 do Tipo I. Também, dispõe de 18 Ambulatórios Rurais, 13 de Tipo II w 5 de Tipo I.
Como noutros aspectos, a universidade de Los Andes e as suas instalações estão muito ligadas à cidade, e a infraestrutura médica está composta na maioria por centros hospitalares pertencentes a esta última e centros de saúde de carácter privado. Entre os hospitais públicos que oferecem serviço de forma gratuita se destaca o Instituto Autónomo Hospital Universitário de Los Andes, HULA o maior da região, assim como outros dois hospitais menores e um da Cruz Vermelha Venezuelana. Entre a infraestrutura hospitalar privada, habitualmente chamadas clínicas, destacam-se pelo seu tamanho o Hospital Clínico de Mérida, o Centro Clínico, a Clínica Mérida, a Clínica Albarregas e outra dezena de clínicas de menor tamanho.
Apesar da situação precária da infraestrutura sanitária a nível nacional, a cidade de Mérida foi afectada em menor medida graças ao IHULA pelo qual o êxodo de pacientes para centros de carácter privado foi menor que noutras localidades venezuelanas.

### Mídia
Televisão
De Mérida emitem sinal três estações de TV regionais. Duas delas de carácter geral, com informação, entretenimento, cultura, entre outros, e a terceira, de carácter institucional e educativo, pertence à Universidade de los Andes:
- OMC Televisión
- Televisora Andina de Mérida, (TAM)
- ULATV

Rádio
De Mérida emitem as principais estações radiofónicas do estado. Estas são de carácter privado, embora nos últimos anos tenham surgido emissoras públicas de tipo comunitário.
Publicações periódicas
Os jornais mais conhecidos de Mérida são:
- El correo de Los Andes
- Cambio de Siglo
- Frontera
- Diario Pico Bolívar
- Cultura Tatuy

### Transporte
Durante a época colonial e bem depois da independência, Mérida estava afastada das outras localidades do país pela falta de vias de comunicação. Em meados do século XIX foi construída a primeira estrada, a Trasandina, que unia Mérida ao resto do território, facilitando o acesso e favorecendo o trânsito de veículos. Desde aí foram projectadas outras vias que a ligaram ao resto do país. Porém, a falta de manutenção e as condições do terreno ocasionaram ao longo da história interrupções severas no tráfico terrestre com o resto do país.

#### Aeroporto

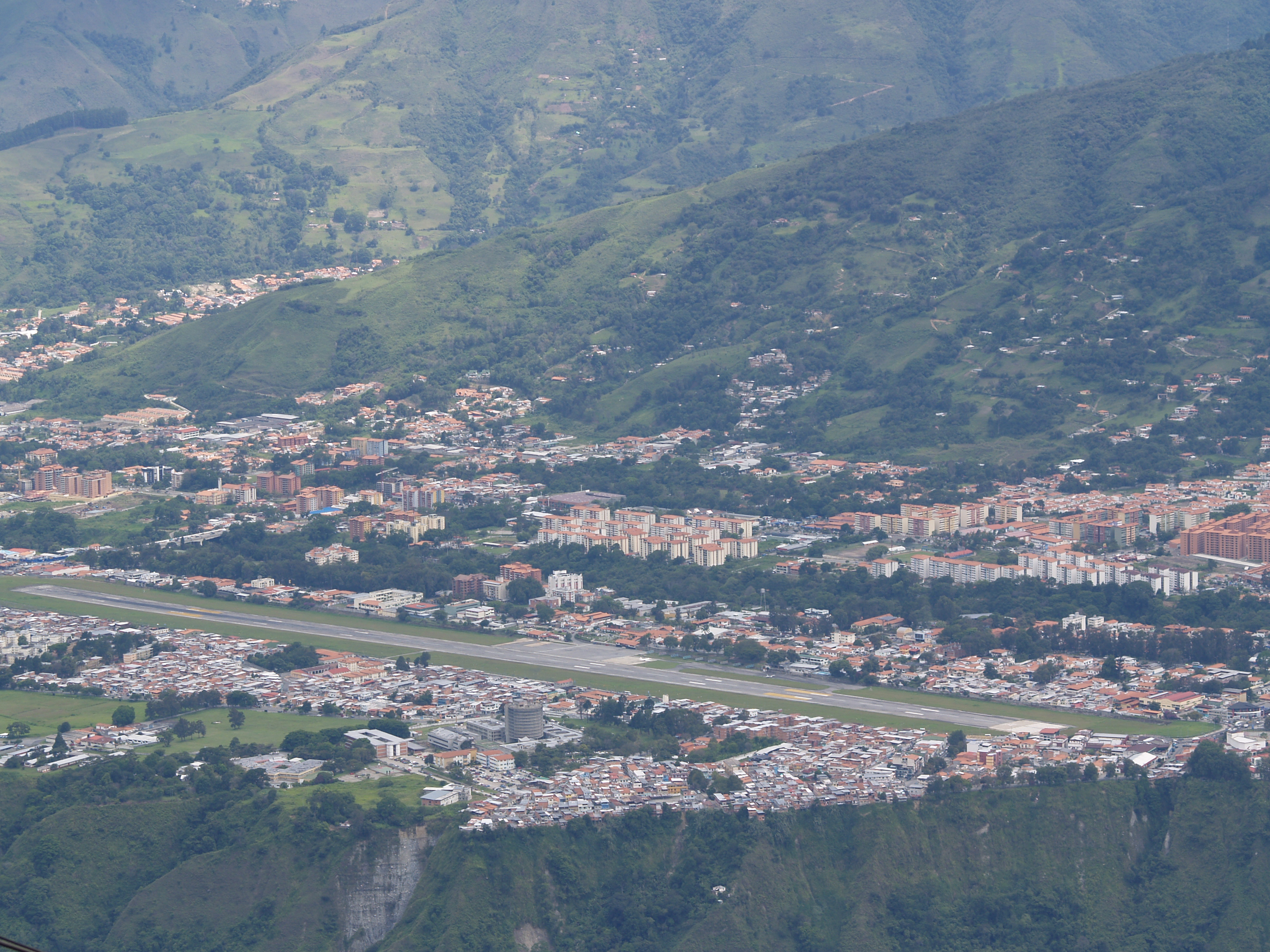
Vista geral do aeroporto de Mérida.

Mérida conta com um aeroporto de carácter nacional, o Aeroporto Alberto Carnevalli, na área central da mesma, a qual tem ligações às principais cidades do ocidente de Venezuela como Maracaibo e Caracas. Além disso, este aeroporto é um dos mais activos do país, com um tráfego de mais de 20 voos diários de e para Caracas. Outros aeroportos, como o Aeroporto Internacional Juan Pablo Pérez Alfonso, em El Vigía, servem-na pela proximidade.
O aeroporto foi construído nos antigos terrenos de um matadouro em 1956. A parte da operação comercial atendida actualmente por 2 linhas aéreas, tem uma área de estacionamento general para a aviação privada, onde recebe diversos voos privados tal como o serviço aéreo de ambulâncias e o serviço de encomendas gerais ou de valores.

#### Rede viária
Mérida tem quatro grandes corredores viários internos, que a percorrem de extremo a extremo, além de outros cinco menores. O principal é a união das avenidas Andrés Bello e Urdaneta. Com comprimento de mais de 8 km, vai das imediações do núcleo central de Mérida até à entrada de Ejido. Os outros três corredores são o formado pelas avenidas Las Américas e Alberto Carnevali; o das avenidas 16 de septiembre e Tulio Febres Cordero; e o corredor viário da avenida Los Próceres.
Duas estradas nacionais ligam Mérida com outras cidades do país. A primeira é a Troncal 7 ou estrada Transandina, que chega até à cidade de Valera. Esta estrada atravessa a Cordilheira Andina pelo vale do rio Chama e, ao chegar à localidade de Apartaderos, é intersectada pela local 1. Finalmente, seguindo o curso do rio Santo Domingo chega até à cidade de Barinas. A segunda estrada nacional é a chamada Estrada La Variante. Ao chegar ao sector Estanques converte-se na auto-estrada local 8 ou Auto-estrada Rafael Caldera. A Variante conecta Mérida com El Vigía e, por sua vez, com la Estrada Panamericana, dando à cidade ligação à Colômbia e a outros destinos regionais de importância, como San Cristóbal e Maracaibo.
Além das estradas nacionais, outras três vias alternas saem da cidade de Mérida. A primeira, chamada a via do Vale, comunica a cidade, pelo norte, com diversas localidades do vale de Culata, dentro do município Santos Marquina. A segunda, serve como via alternativa até à cidade de Ejido e outras localidades como Jají e La Azulita; opera, além disso, como via turística, com diversos miradores até à cidade de Mérida no tramo inicial. Uma terceira via menor, de uso quase exclusivo para automóveis rústicos, liga a cidade com Los Nevados e com o Parque Nacional Sierra Nevada.

#### Transporte público
A cidade conta com um vasto sistema de rotas urbanas e interurbanas de ônibus (autocarro) que a conectam com sua área metropolitana percorrendo as várias avenidas da cidade e cobrindo uma grande parte da área da mesma. Mérida dispõe de um dos melhores serviços de transporte público da Venezuela, mesmo que sujeito a uma crescente demanda, o que poderia fazê-lo entrar em colapso. Das rotas existentes, destaca-se a que vai do centro da cidade de Ejido até ao centro de Mérida, com milhares de passageiros por dia.
As rotas são feitas por linhas privadas constituídas na maioria dos casos por cooperativas ou associações de condutores seguindo o modelo privado da maioria das cidades da Venezuela. O preço que as mesmas cobram ao passageiro é regulado pelo município e supervisado pelo Organismo de transporte de transporte metropolitano da mesma e o Ministério da Infraestrutura. Seguindo o modelo nacional, o transporte, pelo seu carácter público, oferece tarifas especiais à terceira idade tendo um dos custos de transporte mais baixos do país.
Depois de anos de estudo, foi proposta a construção de um sistema de transporte de massas não contaminante, escolhendo-se o trólebus como meio mais adequado. A construção do Trolmérida começou no final da década de 1990 e era suposto que em 2006, se tivesse concluído a primeira linha. Concluída a construção, Mérida converter-se-á na primeira cidade da América Latina com menos de 500 000 habitantes a ter um sistema de transporte de massa. Mesmo assim as linhas de ônibus preexistentes serão reorganizadas em pelo menos 47 rotas para um melhor aproveitamento do transporte público nas zonas com acesso reduzido ao mesmo.

#### Transporte regional
O único transporte público regional disponível em Mérida é o ônibus, com um ponto de partida no terminal da cidade. Além disso, existem outros terminais privados de onde partem as linhas de ônibus particulares. No terminal central podem-se tomar ônibus para destinos regionais e nacionais. Têm início no mesmo várias das rotas com maior taxa de ocupação do país, sendo as mais destacadas as que unem a Caracas. Embora no país se preveja um projecto de construção de Sistema Ferroviário Nacional para o unir, a cidade de Mérida não foi projectada para ser ponto de ligação desta linha férrea, sendo o destino mais próximo pelo qual passará a cidade de El Vigía, a uns 60 km de distância.

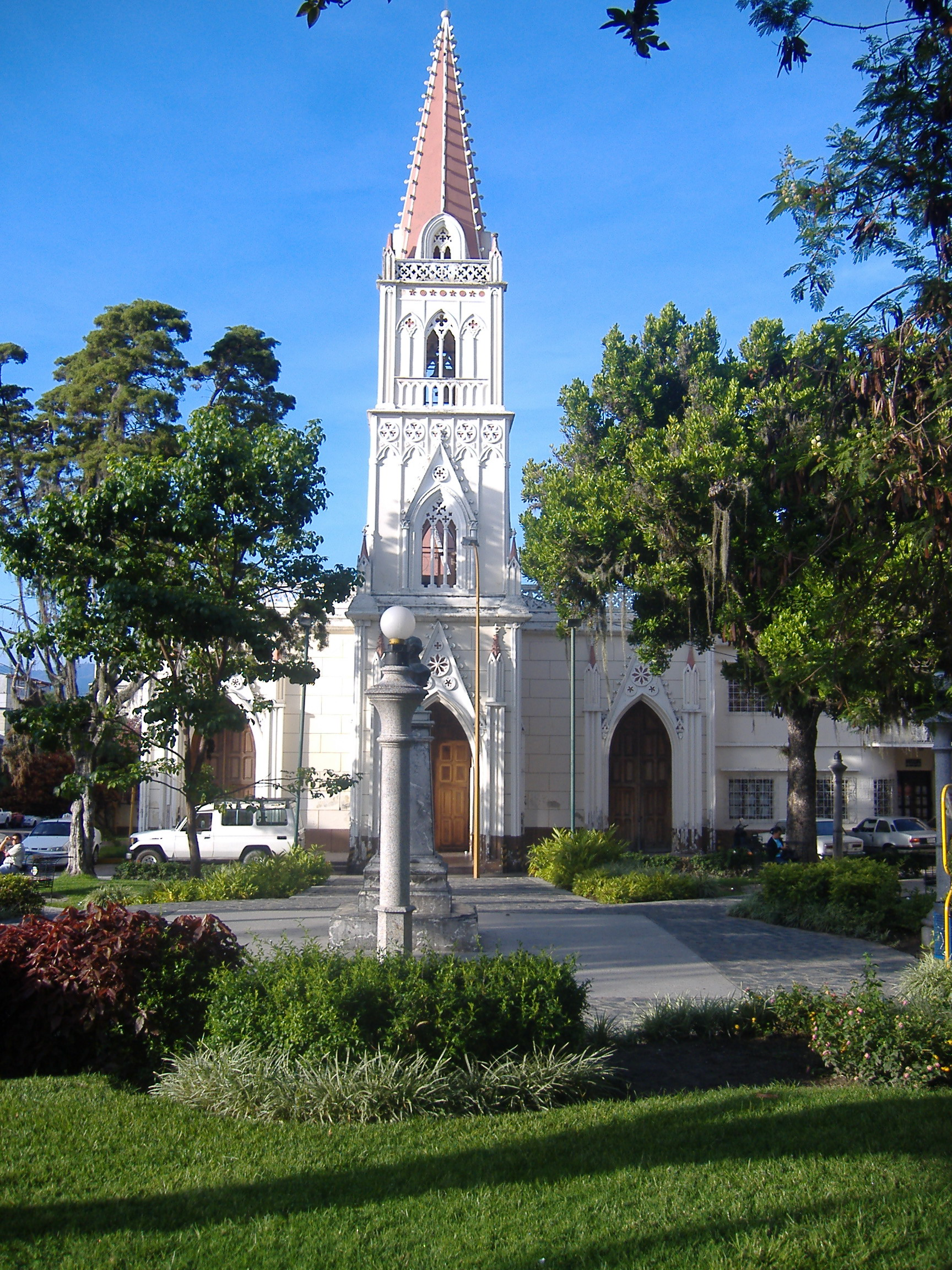
Igreja do Llano e praça homónima no centro da cidade

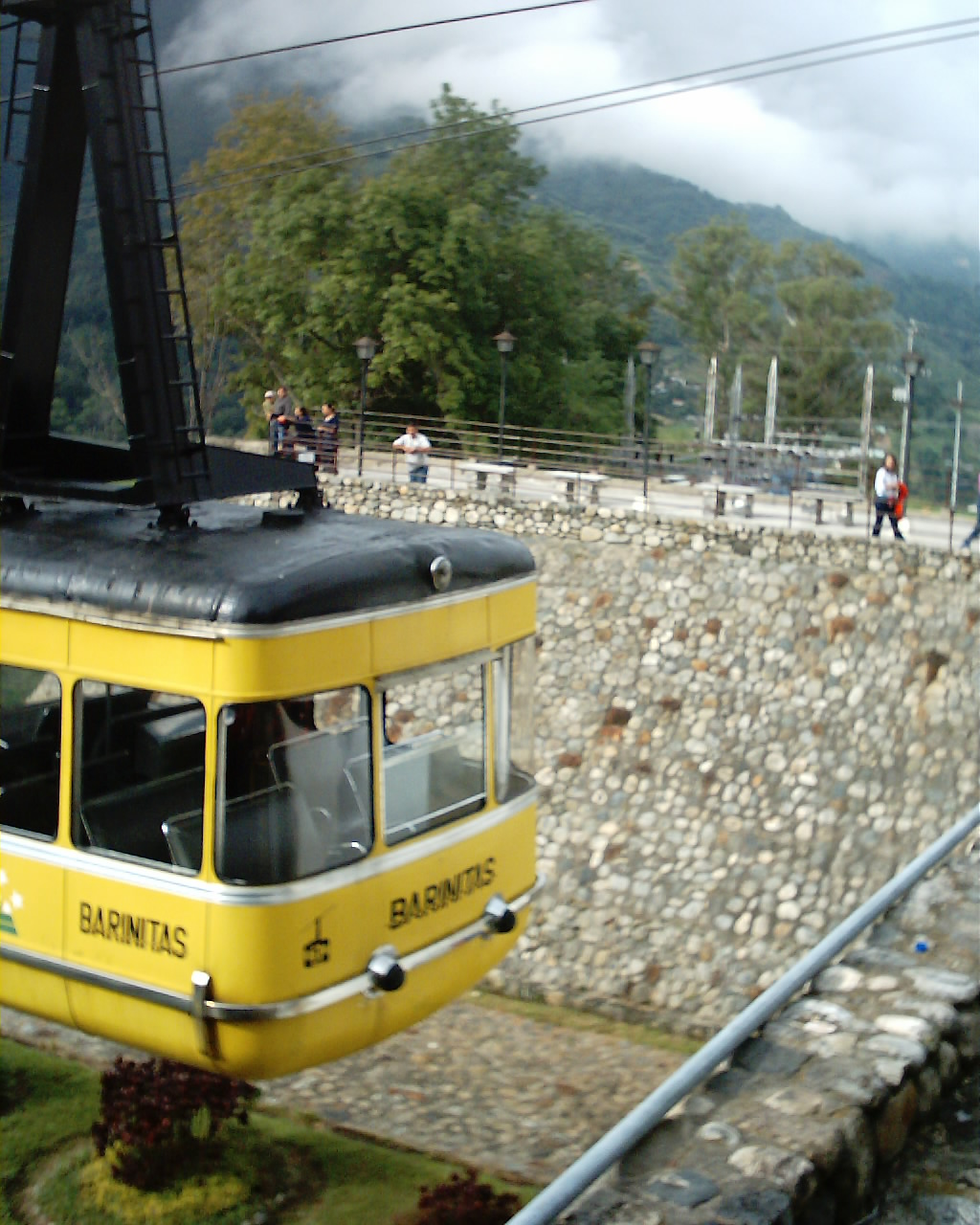
Vista do Teleférico de Mérida

## Cultura

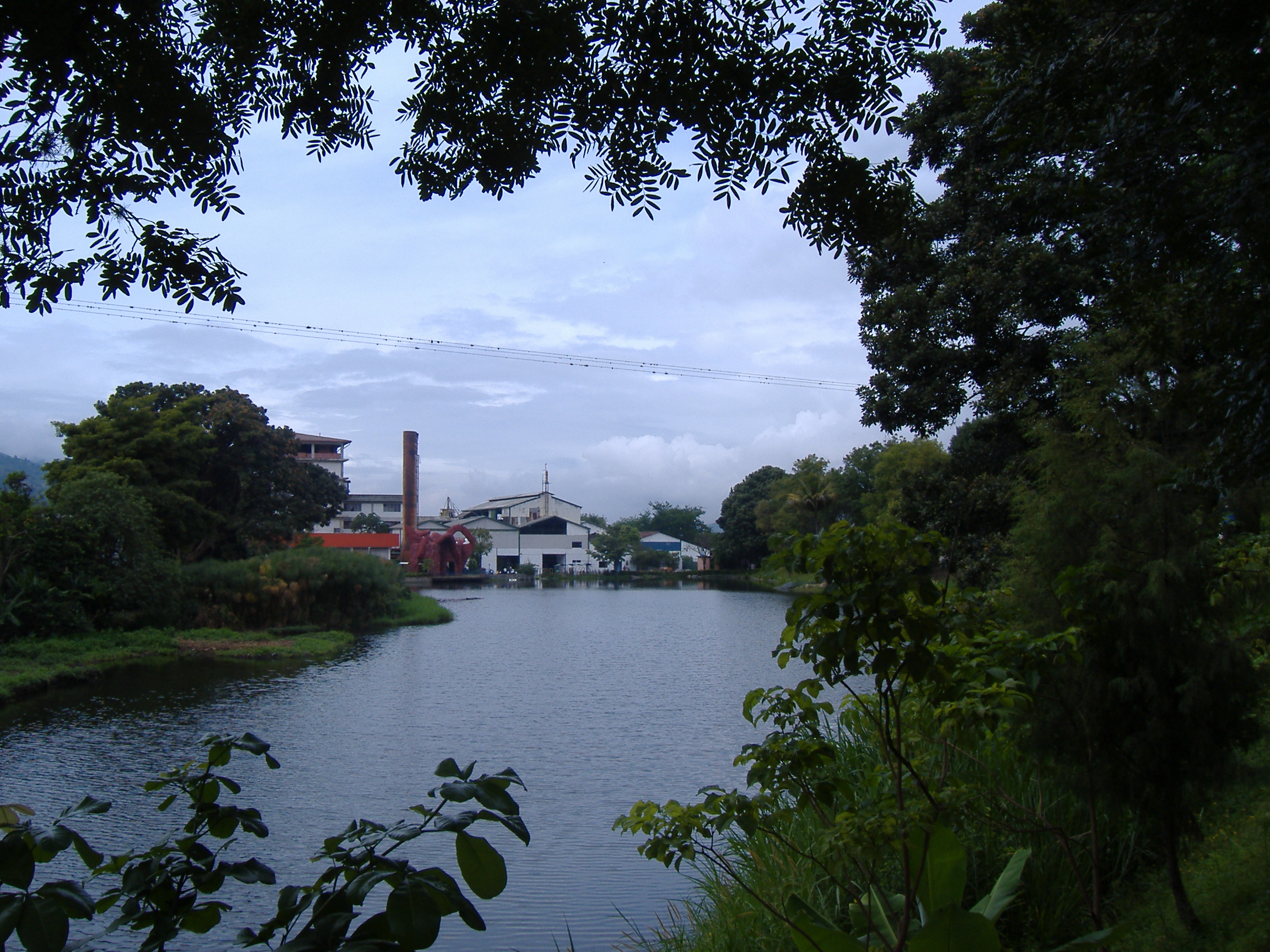
Vista da laguna La Rosa com o Museu de Ciência e Tecnologia em fundo.

A cultura da cidade está relacionada com o folclore andino. Mérida é a principal representante de tal folclore no país, muitas vezes definindo-o. Os meridenhos, com grande inclinação pela cultura e pelo conhecimento, caracterizam-se pelas tradições bem conservadas. A cidade é conhecida pela quantidade de parques e edifícios coloniais bem preservados, além das festas celebradas na mesma, o artesanato e a gastronomia típica da região.

## Pontos turísticos
Mérida é centro de numerosas praças antigas, casas coloniais, igrejas e demais estruturas históricas que formam os seus principais sítios de interesse turístico e cultural. Além disso, o desenvolvimento educativo da cidade, promovido pela sua principal universidade (a ULA), contribuiu a criação de museus, bibliotecas e centros de estudos e observação, como o Centro de Investigação de Astronomia situado a alguns quilômetros da cidade e que serve a observação espacial.
Casa dos antigos governadoresEsta casa de estilo colonial, situada no núcleo central da cidade, serviu no passado como residência oficial para os governadores do Estado.
Edifício da ReitoriaEdifico sede da reitoria e de aula magna da Universidade dos Andes.
Palácio do GovernoCasa de governo, sede do poder executivo regional.
Praça Monumental Roman Eduardo SandiaA Praça de toros de Mérida foi construída no ano 1967 para albergar as corridas de toros celebradas na cidade. Tem capacidade para 16 000 pessoas e é frequentemente utilizada para atos de tipo cultural, além de servir para seu propósito original durante as Ferias del Sol.
Teleférico de MéridaO Teleférico de Mérida é um de seus principais atrativos turísticos. A sua trajetória ascende da cidade até à Sierra Nevada de Mérida. A obra foi terminada em 1958.

### Religião
A cidade alberga uma vintena de edifícios religiosos na totalidade. As construções de maior tradição são as igrejas e capelas de culto católico, já que é a religião com maior quantidade de adeptos na cidade.
Catedral de MéridaBasílica menor da cidade, de estilo barroco, construída a semelhança da Catedral de Toledo, Espanha. É o principal templo católico da cidade e onde oficia missa o Arcebispo de Mérida.
Iglesia del CarmenA igreja de Nossa Senhora del Carmen, em frente da praça Colón e a dois quarteirões da catedral, é a mais antiga da cidade e foi sede da Companhia de Jesus. A igreja foi reconstruída depois do sismo de 1674 e passou a ser parte dos dominicanos em 1779 e da Sociedad del Carmen no século XIX. Entre 1812 e 1816, esta igreja serviu como catedral da cidade.
Iglesia de MillaA original igreja de Juan Bautista de Milla foi erigida no século XVIII e reconstruída em 1907, depois de destruída no terremoto de 1894.
Iglesia de la Tercera
Iglesia del LlanoA igreja de Santa Cruz de El Llano é a única igreja de estilo gótico em Mérida. Coberta de cores pastel, a igreja del Llano tem certa semelhança a uma monumental sobremesa. A predecessora da actual igreja tinha no interior a primeira cruz de madeira trazida de Espanha. A igreja del Llano está em frente da famosa Heladería Coromoto.
Palácio ArzobispalPalácio de estilo renascentista em frente da praça Bolívar. Finalizado em 1951, serve de residência oficial para o arcebispo.

### Parques, praças e paseios

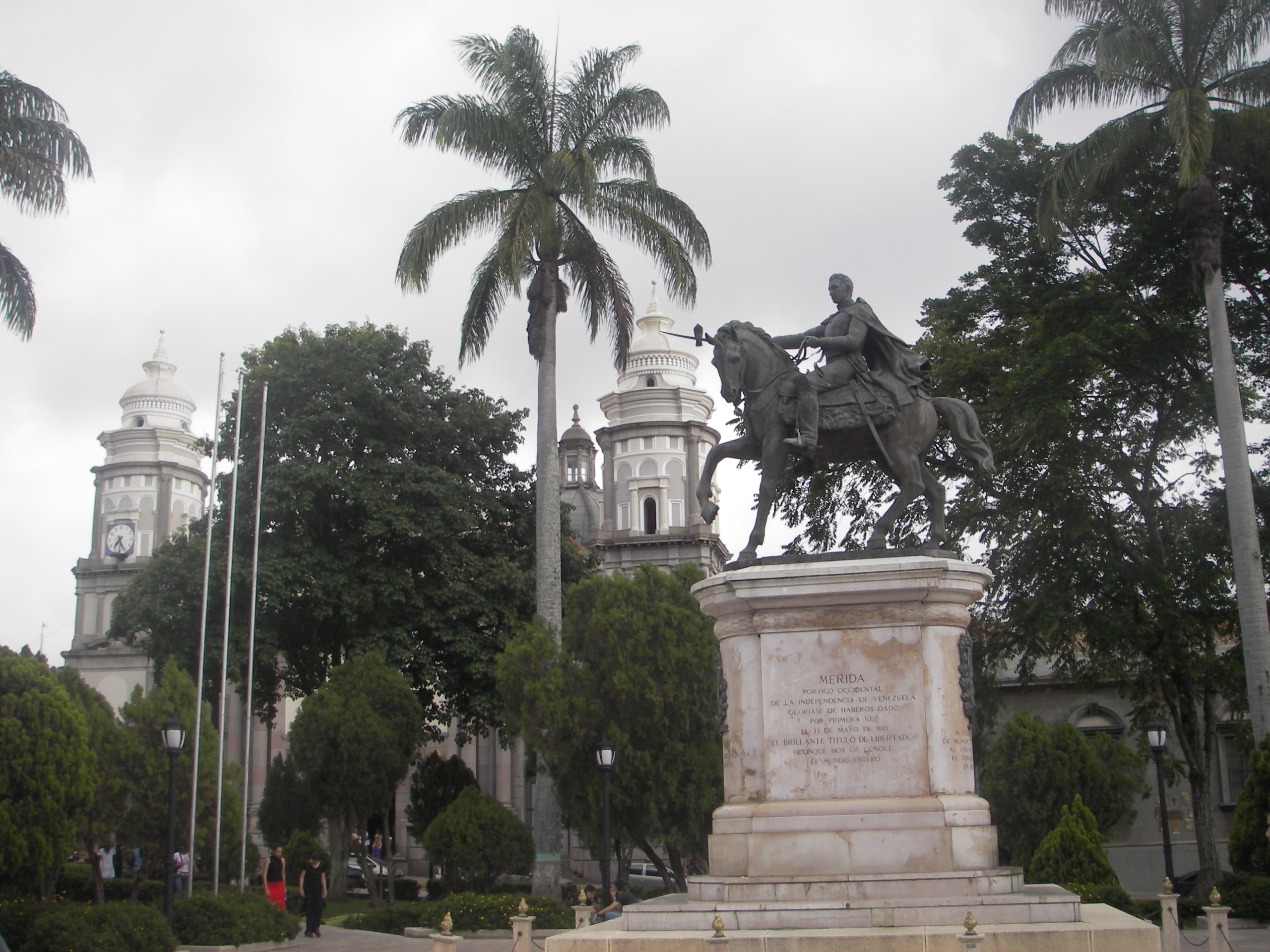
Vista da praça Bolívar com a estátua do Libertador e a Catedral ao fundo

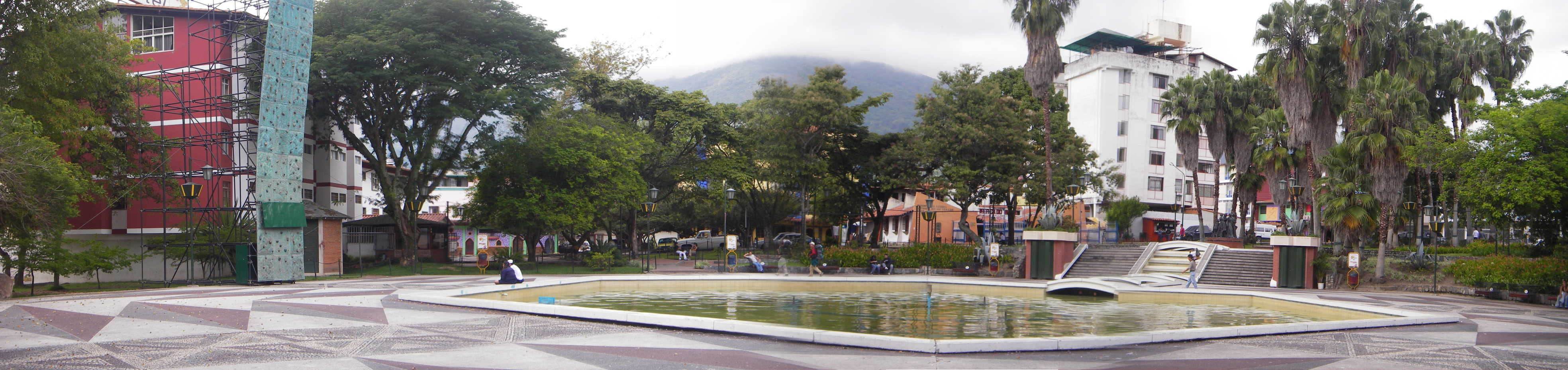
Panorama da Plaza Las Heroínas no centro da cidade

Mérida é conhecida a nível nacional pela ampla disponibilidade de parques e praças, dando aos seus habitantes acesso a grande quantidade de zonas verdes. Há pelo menos uma dezena de praças e uma vintena de parques e áreas verdes, algumas das quais se indicam:
Boulevard de los PintoresNeste passeio juntam-se pintores para criar, expor e vender obras.
Jardín AcuarioEste aquário tem  peixes de água doce e salgada. Tem colecções sobre o passado rural de Mérida.
Parque BeethovenLocalizado em frente do Museu de Arte Moderna na urb. Santa María, este bonito parque tem dois relógios: um sobre a grama onde as horas são indicadas por flores, e outro de sinos com anõezinhos de madeira que tocam melodias de Ludwig van Beethoven.
Jardín Botánico de MéridaO Jardim botânico de Mérida foi o primeiro na cidade. Fica no extremo norte e tem cerca de 40 ha que se encontram actualmente em desenvolvimento.
Parque Domingo PeñaTambém chamado Paseo la Feria ou Parque de los Conquistadores, consiste num passeio com um miradouro que aponta para a "Sierra Nevada de Mérida". Há grandes celebrações e caravanas estudantis.
Parque Metropolitano AlbarregasO parque metropolitano Albarregas é o maior de Mérida, com uns 612 ha. Está localizado sobre a margem do Albarregas. Com 22 km de comprimento, percorre a cidade de norte a sul. Aloja também parques infantis e um museu de escultura.
Parque Ciudad de los NiñosExtenso parque, orientado para o público infantil, que imita a forma da área urbana de Mérida a menor escala.
Parque de las Cinco RepúblicasParque que alberga o monumento La Columna de Bolívar, dedicado a Simón Bolívar. Foi a primeira obra construída para honrar a memória do Libertador em 1842. Foi edificada pelo então governador da província, Gabriel Picón. A sua origem teve lugar na comemoração da translação dos restos de Simón Bolívar para o Panteão Nacional em Caracas, depois de ter permanecido na cidade de Santa Marta, Colômbia, desde a sua morte em 1830. O monumento consiste em um pilar que na ponta suporta a cabeça de Bolívar em bronze.
Parque do ExércitoPequeno parque, no sul da cidade, dedicado ao Exército da Venezuela. Oferece zonas verdes, fonte e modelos de tanques militares.
Parque La IslaSituado no antigo lugar de uma fazenda de café homónima, o parque foi criado em Outubro de 1960. A sua infraestrutura recorda a própria de uma ilha, oferecendo ainda áreas infantis, dedicadas jogging e despotivas. O parque alberga o maior centro de convenções da cidade, tal como também a sede de Corpoandes, instalações de cultivo de orquídeas e um museu dedicado à apicultura.
Parque la MarinaParque situado em Belensate, o qual possui uma fonte que rodeia o submarino, um relógio de água, e uma área para crianças em forma de barco.
Parque "Las tres Méridas"Pequeno parque em comemoração das três cidades com o nome de Mérida, no mundo. Caracteriza-se por possuir elementos típicos da arquitectura de cada cidade.
Parque TibisayErigido em memória de Tibisay, princesa da tribo Mucujún, que segundo a lenda todavia lamenta a morte do amado Murachi. Este parque encontra-se na avenida Urdaneta.
Parque Zoológico los Chorros de MillaPequeno jardim zoológico no extremo norte da cidade, com espécies autóctonas da região andina e de toda a Venezuela.
Plaza BelénPequena praça, situada no interior do núcleo central, que dá nome ao sector homónimo. O seu traçado, tal como o da maioria das outras praças aqui listadas, é do estilo colonial espanhol prototípico.
Plaza BolívarA Plaza Bolívar é a antiga "plaza mayor" da cidade - é a principal praça da cidade e em seu redor ficam os mais importantes edifícios públicos e históricos de Mérida.
Plaza Glorias PatriasConjunto de duas praças gémeas construídas em honra dos heróis da independência Vicente Campo Elías e José Antonio Páez.
Plaza Las HeroínasPraça construída para honrar cinco mulheres meridenhas que lutaram pela independência. Nos arredores da mesma ficam alguns mercados e lojas artesanais, além da estação inicial do Teleférico de Mérida.
Plaza de MillaRecentemente renovada, esta praza dedicada ao herói da independência Antonio José de Sucre fica frente à Iglesia de Milla no sudeste do núcleo central, próxima também do quartel do exército Rivas Dávila.  Esta praça é muito frequentada por locais e turistas devido ao alto número de pousadas, lojas e restaurantes típicos da região que há na zona.

### Museus, Centros Culturais e Teatros
| - Museu Arqueológico de Mérida - Museu Arquidiocesano - Museu de Ciência e Tecnologia - Museu de Arte Colonial - Museu de Arte Moderna |  | - Casa da Cultura Juan Félix Sánchez - Centro Cultural Tulio Febres Cordero - Teatro César Renginfo |

### Gastronomia
A gastronomia da zona tem notáveis diferenças com o resto da gastronomia venezuelana. Entre os mais notáveis cita-se a arepa andina, uma variante da arepa tradicional venezuelana à base de farinha de trigo. Esta diferença de materiais para a preparação deve-se principalmente à região andina ser um dos únicos lugares do país onde se colhia trigo no passado. Outros pratos são a pizca andina (Mérida, Táchira e Andes colombianos), uma sopa à base de batata, leite, cebola grande e salsa. Outros pratos importantes são preparados à base de truta, o único peixe da região.
Na doçaria a gastronomia da cidade destaca-se com os típicos doces abrilhantados feitos à base de leite e outros ingredientes. Estes são de tradição histórica, e a sua procedência atribui-se aos conventos, onde eram preparados no século XIX. Conseguem-se ainda os alfajores, aliados e almojabanas (origem colombiana), em bebidas a chicha de Maíz, Mistela (com variações) e Leche de Burra (ponche andino).

### Música
A música tradicional é marcada pelos ritmos da valsa. Esta inclui outros ritmos regionais ou nacionais, como os pasillos, merengues e bambucos. A música de Mérida, como a sua gente, é conhecida pelos ritmos lentos. Também pelo uso quase obrigatório de violino. É ainda lugar de nascimento de muitas bandas musicais de estilo rock, punk e outros.

### Eventos e datas comemorativas
Além dos eventos celebrados a nível nacional, em Mérida têm lugar várias festividades de origem local, na maioria de procedência ou dedicação religiosa, algumas com alcance internacional. Tal é o caso da Feria del Sol, a mais notável da cidade, nos primeiros dias de Fevereiro.
As tradições religiosas mais famosas são as oficiadas pelos meridenhos devotos do cristianismo na altura do Natal e na Semana santa. Como exemplos: La paradura del Niño, La quema del año viejo, e La Pasión viviente de Cristo.
Entre os costumes locais mais populares (sem reconhecimento oficial), estão as caravanas estudantis, organizadas pelos ditos na altura de terminar o bacharelato ou a universidade. Nos últimos anos, também se estendeu esta tradição aos jovens que acabam a etapa básica da educação. Festejos similares têm lugar em muitas outras localidades do país, mas as Caravanas de Mérida têm especial relevância por tratar-se de uma cidade com uma pródiga população estudantil. Fazem-se estas durante os primeiros dias de Julho, para o caso dos estudantes que terminam o bacharelato, e durante quase todo o ano, para os que terminam a universidade.
Outros costumes firmemente arreigados na tradição meridenha, costumam ser associados a determinadas datas, como as patinatas navideñas, realizadas nas avenidas da cidade em Dezembro.

### Vida noturna
Com o carácter de cidade estudantil e turística, Mérida goza de uma ampla rede de locais nocturnos para o entretenimento de público com diversos gostos, composto principalmente de discotecas e bares. Também há diversos cafés, restaurantes e cinemas. Vários eventos culturais e de entretenimento celebram-se constantemente, destacando-se concertos sinfónicos da Orquestra Sinfónica de Mérida e de bandas locais de rock ou outros estilos musicais.

### Esportes

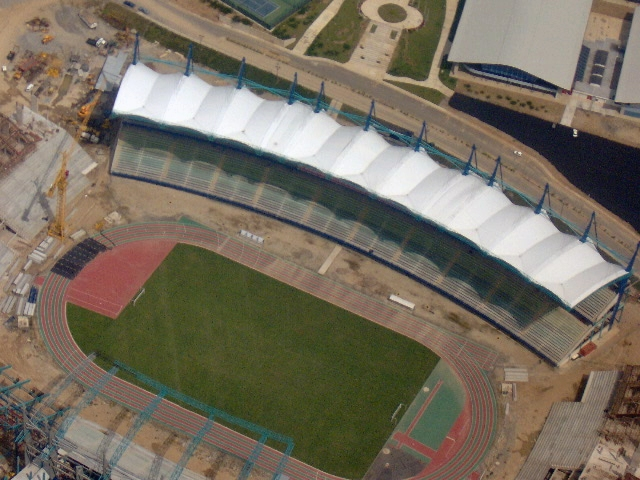
Estádio Metropolitano durante a sua construção

A cidade conta com uma ampla infraestrutura desportiva, destacando-se o estádio Guillermo Soto Rosa, instalação dedicada ao futebol e antiga sede da equipa de futebol local. Em Dezembro de 2005, a cidade foi sede dos Jogos Nacionais Andinos 2005, evento para o qual foram construídas numerosas instalações desportivas, entre as quais o Complexo Desportivo Cinco Águias Brancas e o Estádio Metropolitano de Mérida, agora sede da equipa local de estudantes, e que conta com uma capacidade de 42 mil espectadores. Um desporto popular é o futebol, mas devido à localização da cidade, os desportos de aventura são ainda mais praticados.
Há infraestruturas desportivas para a prática de uma grande variedade de desportos tradicionais, entre os quais se destacam o ténis, o anteriormente citado futebol, assim como o basquetebol e uma variedade nacional de jogos como as bolas crioulas.
O Estádio Metropolitano de Mérida foi a sede da Copa América 2007. Foi inaugurado a 25 de Maio de 2007 num encontro amistoso da selecção da Venezuela e Honduras.

## Filhos ilustres
A cidade é famosa por algumas das suas personalidades, que se destacaram em áreas como a investigação em humanidades, sendo esta a ocupação dos mais célebres habitantes. Alguns nomes destacados são:
- Stefanía Fernández - Miss Venezuela 2008 e Miss Universo 2009
- Tulio Febres Cordero
- Caracciolo Parra Olmedo
- Ignacio Andrade
- Antonio Pinto Salinas